# Uniola pittieri
Uniola pittieri är en gräsart som beskrevs av Eduard Hackel. Uniola pittieri ingår i släktet Uniola och familjen gräs. Inga underarter finns listade i Catalogue of Life.